# Henrik Petersson
Henrik Petersson (* April 1973 in Uppsala) ist ein schwedischer Mathematiker, Mathematiklehrer und Schriftsteller. Henrik Petersson ist Dozent an der Technischen Hochschule Chalmers und arbeitet als Lektor in Mathematik beim Hvitfeldtska Gymnasium in Göteborg, Schweden.

## Biografie
Im Jahre 2001 hat er seine Doktorarbeit in Mathematik eingereicht. 2010 erhielt er die Lehrlizenz für das Gymnasium. Zwischen 2005 und 2008 publizierte er 12 wissenschaftliche Aufsätze. Bekannt ist Petersson für das Buch Problemlösningens grunder. Im Jahre 2019 will Petersson zwei neue Bücher publizieren namens Avancera I und Avancera II.
Er lebt in Mölndal, Schweden.

## Bibliografie
- Problemlösningens grunder, 2013
- Undersökande matematik, 2017